# Сохондинське сільське поселення
Сохонди́нське сільське поселення (рос. Сохондинское сельское поселение) — сільське поселення у складі Читинського району Забайкальського краю Росії.
Адміністративний центр — село Сохондо.

## Населення
Населення сільського поселення становить 1669 осіб (2019; 1994 у 2010, 2288 у 2002).

## Склад
До складу сільського поселення входять:
| Населений пункт | Населення, осіб (2002) | Населення, осіб (2010) |
| --------------- | ---------------------- | ---------------------- |
| Гонгота, селище | 627                    | 541                    |
| Сохондо, село   | 1231                   | 1072                   |
| Тургутуй, село  | 40                     | 22                     |
| Ягодний, селище | 390                    | 359                    |